# Kadosactis abyssicola
Kadosactis abyssicola is een zeeanemonensoort uit de familie Kadosactidae.
Kadosactis abyssicola is voor het eerst wetenschappelijk beschreven door Koren & Danielssen in 1877.